# Drag Me to Hell
Drag me to hell är en amerikansk skräckfilm från 2009 i regi av Sam Raimi  och Ivan Raimi som manusförfattare. Några av rollerna spelas av Alison Lohman, Justin Long, Lorna Raver och Dileep Rao. Filmen hade premiär den 29 maj 2009 och Sverigepremiär den 12 juni 2009.

## Handling
Christine Brown är en ambitiös bankrådgivare med en lysande framtid. Hennes liv förändras en dag då den mystiska fru Ganush kommer in på banken och ber om anstånd på ett huslån hon inte kan betala. Christine hade kunnat ge henne anstånd men väljer olyckligtvis att avslå för att imponera på sin chef och öka sina möjligheter till befordran och försätter därmed fru Ganush i konkurs och tar ifrån henne huset. Som hämnd för detta uttalar den gamla kvinnan en förbannelse över Christine och förvandlar bokstavligen hennes liv till ett rent helvete. Ondskan kommer allt närmare Christine som nu måste finna ett sätt att slippa plågas för evigt. Frågan är bara hur långt hon är villig att gå för att bryta förbannelsen.

## Roller i urval
- Alison Lohman - Christine Brown
- Justin Long - Clayton "Clay" Dalton
- Lorna Raver - Silvia Ganush
- David Paymer - Jim Jacks
- Dileep Rao - Rham Jas
- Reggie Lee - Stu Rubin
- Adriana Barraza - Shaun San Dena